# Solo Nomadi
Solo Nomadi è il 14º album in studio della band italiana Nomadi, il primo senza Paolo Lancellotti e Chris Dennis; alla chitarra troviamo così per la prima volta Cico Falzone mentre alla batteria siede Daniele Campani.

## Il disco
Per la prima volta, perfezionata l'iscrizione alla SIAE, compare per esteso nei crediti dei brani il nome di Augusto Daolio e del produttore Dodo Veroli: entrambi, insieme a Beppe Carletti, fin dagli esordi del gruppo avevano scritto parecchie canzoni, ma non avevano mai potuto firmarle; negli anni sessanta e settanta fecero loro da prestanome alcuni famosi compositori, mentre negli anni ottanta si ricorse alla firma Carletti - Dennis.
Salvador Allende Gossens e il golpe cileno del 1973 vengono ricordati in Salvador (15 anni dopo).
Senza patria è liberamente ispirata a L'armata dei fiumi perduti, libro dello scrittore Carlo Sgorlon.
Con questo album, si conclude la trilogia iniziata con l'album Sempre Nomadi e continuata poi con Ancora Nomadi.

## Tracce
1. I ragazzi dell'olivo – 2:41 (testo: Augusto Daolio ed Odoardo Veroli – musica: Odoardo Veroli e Giuseppe Carletti)
2. Sarà come il tempo vuole – 4:45 (testo: Augusto Daolio ed Odoardo Veroli – musica: Odoardo Veroli e Giuseppe Carletti)
3. Mercanti e servi – 4:18 (testo: Augusto Daolio ed Odoardo Veroli – musica: Odoardo Veroli e Giuseppe Carletti)
4. Salvador (15 anni dopo) – 3:03 (Gisberto Cortesi)
5. Senza patria – 4:44 (testo: Augusto Daolio ed Odoardo Veroli – musica: Odoardo Veroli e Giuseppe Carletti)
6. Michelina – 4:13 (Piero Milanesi)
7. Gira – 3:26 (testo: Romano Rossi – musica: Giuseppe Carletti)
8. Il fiume – 5:25 (testo: Augusto Daolio e Odoardo Veroli – musica: Giuseppe Carletti)
9. Rosso – 4:28 (Pier Farri)
10. I gatti randagi – 3:15 (testo: Romano Rossi – musica: Giuseppe Carletti)

## Formazione
- Augusto Daolio – voce
- Beppe Carletti – tastiere
- Cico Falzone – chitarra
- Dante Pergreffi – basso
- Daniele Campani – batteria